# Campionato mondiale di scherma 1973
Il Campionato mondiale di scherma del 1973 si è svolto a Göteborg in Svezia.
Sono stati assegnati 2 titoli femminili e 6 titoli maschili:
- femminile
  - fioretto individuale
  - fioretto a squadre
- maschile
  - fioretto individuale
  - fioretto a squadre
  - sciabola individuale
  - sciabola a squadre
  - spada individuale
  - spada a squadre

## Risultati

### Uomini
| Evento                          | Oro                                                                                         | Argento                                                                                                | Bronzo                                                                                            |
| Spada                           |                                                                                             | |                                                                                                   |
| Spada individuale (dettagli)    | Rolf Edling                                                                                 | Hans Jacobson                                                                                          | John Pezza                                                                                        |
| Spada a squadre (dettagli)      | Germania Ovest Reinhold Behr Joachim Peter Hans-Jürgen Hehn Joseph Szepesi Harald Hein      | Ungheria Sándor Erdős Csaba Fenyvesi Győző Kulcsár Pál Schmitt István Osztrics                         | Unione Sovietica Igor' Valetov Viktor Modzalevskij Boris Lukomskij Ašot Karagjan Sergej Paramonov |
| Fioretto                        |                                                                                             | |                                                                                                   |
| Fioretto individuale (dettagli) | Christian Noël                                                                              | Jurij Čyž                                                                                              | Jenő Kamuti                                                                                       |
| Fioretto a squadre (dettagli)   | Unione Sovietica Vasyl' Stankovyč Vladimir Denisov Jurij Čyž Sergej Isakov Anatolij Kotešev | Germania Ovest Thomas Bach Matthias Behr Harald Hein Klaus Reichert Thomas Jäger                       | Polonia Marek Dąbrowski Witold Woyda Leszek Martewicz Lech Koziejowski Arkadiusz Godel            |
| Sciabola                        |                                                                                             | |                                                                                                   |
| Sciabola individuale (dettagli) | Mario Aldo Montano                                                                          | Viktor Sidjak                                                                                          | Vladimir Nazlymov                                                                                 |
| Sciabola a squadre (dettagli)   | Ungheria Tamás Kovács Attila Kovács Péter Marót Pál Gerevich Ferenc Hammang                 | Unione Sovietica Viktor Sidjak Vladimir Nazlymov Ėduard Vinokurov Viktor Krovopuskov Vladimir Pavlenko | Italia Mario Aldo Montano Rolando Rigoli Michele Maffei Cesare Salvadori Mario Tullio Montano     |

### Donne
| Evento                          | Oro                                                                                           | Argento | Bronzo                                                                            |
| Fioretto                        |                                                                                               | |                                                                                   |
| Fioretto individuale (dettagli) | Valentina Nikonova                                                                            | Ildikó Schwarczenberger-Tordasi                                                                                | Ildikó Rejtő                                                                      |
| Fioretto a squadre (dettagli)   | Ungheria Ildikó Bóbis Mária Szolnoki Ildikó Rejtő Ildikó Schwarczenberger-Tordasi Magda Maros | Unione Sovietica Zoja Deražinskaja Ol'ga Knjazeva Valentina Nikonova Valentina Buročkina Elena Novikova-Belova | Romania Ana Pascu Ecaterina Stahl Suzana Ardeleanu Magdalena Bartoș Ileana Gyulai |

## Medagliere
| Posizione | Nazione          |   |   |   | Totale |
| --------- | ---------------- | - | - | - | ------ |
| 1         | Unione Sovietica | 2 | 4 | 2 | 8      |
| 2         | Ungheria         | 2 | 2 | 2 | 2      |
| 3         | Germania Ovest   | 1 | 1 | 0 | 2      |
| 3         | Svezia           | 1 | 1 | 0 | 2      |
| 5         | Italia           | 1 | 0 | 2 | 3      |
| 6         | Francia          | 1 | 0 | 0 | 1      |
| 7         | Polonia          | 0 | 0 | 1 | 1      |
| 7         | Romania          | 0 | 0 | 1 | 1      |
| Totale    | Totale           | 8 | 8 | 8 | 24     |